# Nosetalgia
" Nosetalgia " (uma junção das palavras "nose" e "nostalgia") é uma canção do artista americano de hip hop Pusha T de seu primeiro álbum de estúdio My Name Is My Name (2013). "Nosetalgia" conta com vocais do rapper americano Kendrick Lamar, com produção de Nottz, Kanye West e produção adicional de The Twilite Tone . A música hip hop apresenta os dois artistas fazendo rap sobre suas experiências e os efeitos da cocaína em suas infâncias. Em 3 de fevereiro de 2014, a música foi lançada oficialmente como single no Reino Unido pela GOOD Music e Def Jam Recordings como o quinto single oficial do álbum.

## Fundo
Em 16 de setembro de 2013, a Def Jam lançou a capa do single e anunciou que "Nosetalgia" seria lançado em breve. Mais tarde no mesmo dia, a música seria estreada no site da Def Jam e depois no programa de rádio Hot 97 do Funkmaster Flex . A batida ágil e livre da música foi produzida por Nottz e Kanye West . Sua produção contém uma "guitarra abafada, clave barulhenta, bateria pesada de dinossauros e uma amostra ocasional do KRS-One de" The Bridge Is Over ". A música também usa samples de "(If Loving You Is Wrong) I Don't Want to Be Right" de Bobby Bland e Malcolm McLaren & World's Famous Supreme Team 's "D'Ya Like Scratchin'? ". No dia seguinte seria lançado para DJs como o terceiro single promocional do álbum, e então seria lançado para pré-encomenda com o álbum no iTunes. "Nosetalgia" foi oficialmente lançada como single no Reino Unido em 3 de fevereiro de 2014, servindo como o quinto single do Seu primeiro álbum de estúdio.

## Lista de músicas
Single Digital
| N.º | Título       | Duração |  |
| 1.  | "Nosetalgia" |         |  |